# 제레미 (아이티)

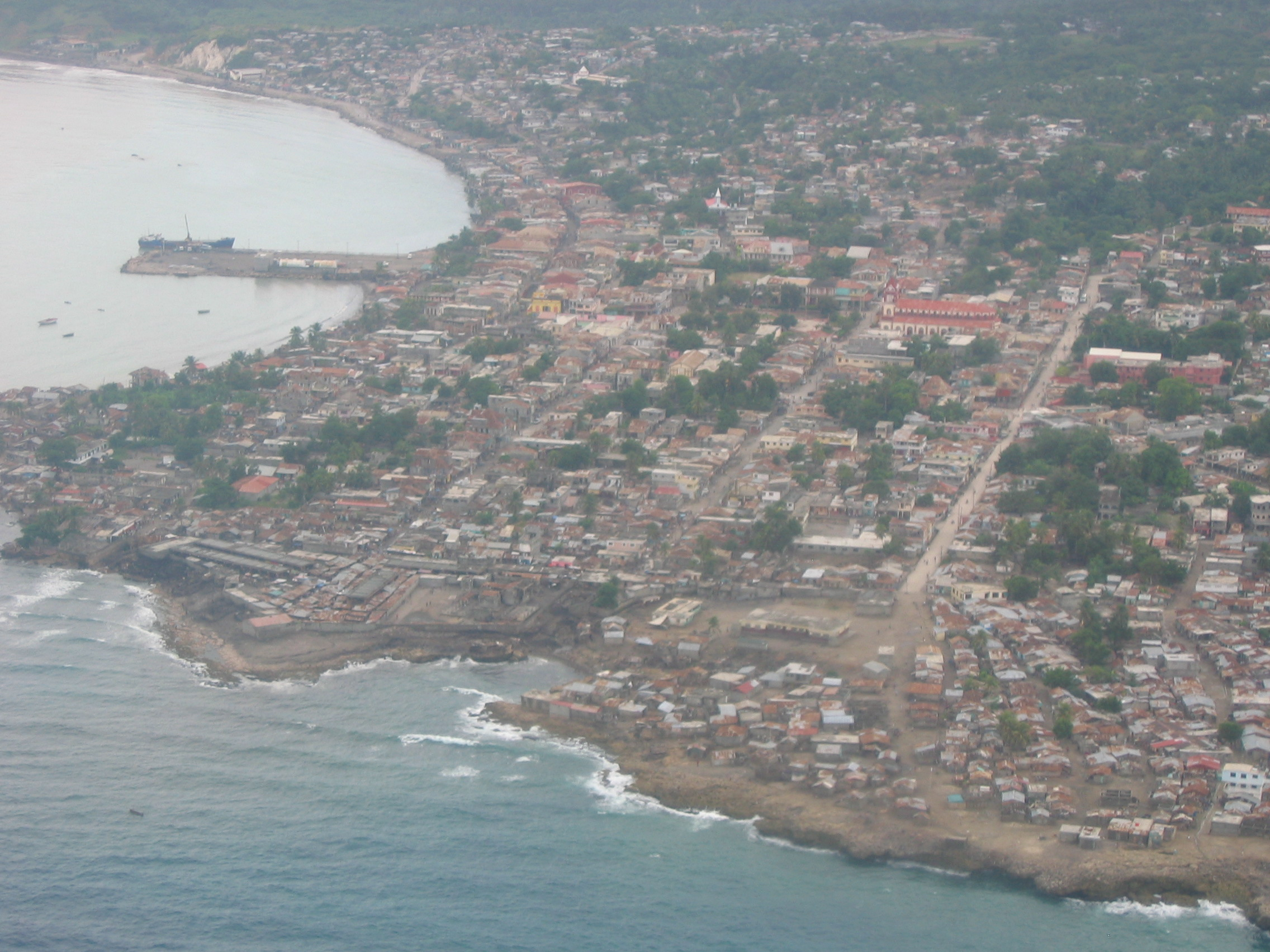
제레미 시가지

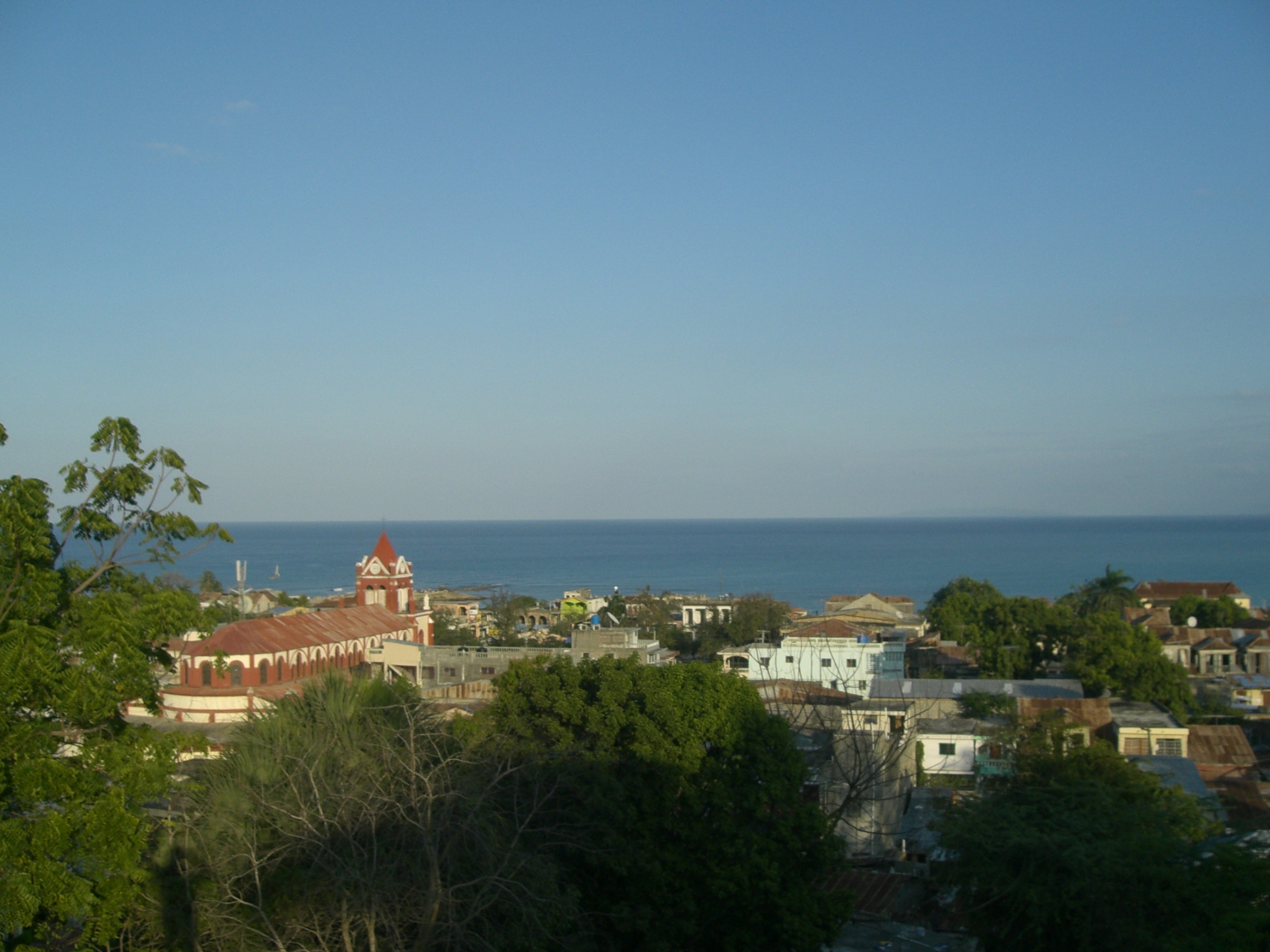
제레미

제레미(프랑스어: Jérémie, 아이티어: Jeremi)는 아이티 남서부에 위치한 도시로 그랑당스 주의 주도이며 면적은 427.22km2, 인구는 122,149명(2009년 기준), 인구 밀도는 285.92명/km2이다.